# Dhaniram Baruah
Dhaniram Baruah, född 1947, är en indisk hjärtkirurg, känd för sitt banbrytande arbete inom området xenotransplantation. Den 1 januari 1997 blev han den första hjärtkirurgen i världen att transplantera ett grishjärta till en människa. 
Även om patienten, 32-årige Purna Saikia, dog efter en vecka, var operationen föregångare till den första framgångsrika hjärttransplantationen från gris till människa, som utfördes 25 år senare av Bartley P. Griffith den 7 januari 2022.